# Jinle Shuiku
Jinle Shuiku är en reservoar i Kina. Den ligger i provinsen Yunnan, i den sydvästra delen av landet, omkring 180 kilometer nordost om provinshuvudstaden Kunming. Jinle Shuiku ligger 1 987 meter över havet. Arean är 0,99 kvadratkilometer. I omgivningarna runt Jinle Shuiku växer i huvudsak blandskog. Den sträcker sig 2,6 kilometer i nord-sydlig riktning, och 2,5 kilometer i öst-västlig riktning.
Genomsnittlig årsnederbörd är 1 007 millimeter. Den regnigaste månaden är juni, med i genomsnitt 230 mm nederbörd, och den torraste är januari, med 9 mm nederbörd.